# Sora no Manimani
Sora no Manimani (яп. 宙のまにまに По велению неба) — японская манга, автором и иллюстратором которой является Мами Касивабара. Манга начала издаваться в ноябре 2005 года издательством Kodansha в журнале Afternoon, к июлю 2010 года были выпущены все 8 томов манги.
На основе сюжета манги студией Studio Comet был выпущен аниме-сериал, который транслировался в Японии по телеканалу AT-X с 7 июля по 22 сентября 2009 года. Всего выпущено 12 серий аниме.

## Сюжет
Сюжет разворачивается вокруг Саку Ояги, парня, который переезжает с семьёй в город, где когда-то жил. Здесь также живёт подруга детства Михоси Акэно, которая очень увлекалась астрономией и брала Саку против его воли наблюдать за звёздами и прочие мероприятия под свежем воздухом, в то время как Саку предпочёл бы остаться дома наедине со своими книгами. В день своего переезда Саку сломал свою руку, когда Михоси упала с ветки дерева. Позже Саку и Михоси становятся друзьями и посещают одну и ту же школу. Михоси убеждает Саку поступить в клуб любителей астрономии, хотя сам очень хотел войти в клуб любителей литературы, поэтому Химэ Макита, одноклассница Саку и влюблённая в него решает поступить туда же.

## Список персонажей
Саку Ояги (яп. 大八木 朔)
Сэйю: Томоаки Маэно
Он главный герой истории, всё время переезжал и путешествовал по Японии из-за работы его отца. Обожает читать книги, делает это практически во всех местах, будь это дом, школа или транспорт. После того, как Михоси убеждает его вступить в клуб любителей астрономии, он постепенно начинает интересоваться звёздами и активно принимать участие в мероприятиях клуба. По словам Фумиэ, Саку отлично владеет каллиграфией. Многие одноклассники верят в то, что Саку и Михоси являются любовной парой.
Михоси Акэно (яп. 明野 美星)
Сэйю: Канаэ Ито
Михоси весёлая и беззаботная девушка, которая склонна вести себя как ребёнок. Питает горячий интерес к астрономии, как и её покойный отец. Саку часто участвует в тех же мероприятиях, что и она, а та порой принуждает парня идти с ней против его воли. Она убеждает его войти в клуб любителей астрономии. Позже становится президентом клуба.
Саё Ярай (яп. 矢来 小夜)
Сэйю: Саори Хаями
Она спокойная и интеллигентная девушка, ходит в тот же класс, что и Михоси, также член клуба любителей астрономии. Её семья владеет буддийским храмом.
Химэ Макита (яп. 蒔田 姫)
Сэйю: Харука Томацу
Она одноклассница Саку, и влюблена в него. Поступает в клуб любителей астрономии, чтобы проводить больше времени с Саку. Впервые встретились во время вступительного экзамена. Несмотря на свой спокойный характер, очень ревнует, когда Саку находится рядом с Михоси. Несмотря на то, что влюблена в Саку, легко позволяет заигрывать другим парням с ней. Чем выше уровень влажности в воздухе, тем сильнее вьются волосы у Химэ.
Масаси Эдогава (яп. 江戸川 正志)
Сэйю: Рэйко Такаги
Он одноклассник Саку, несмотря на то, что является членом клуба фотографов, принимает активное участие в клубе астрономии, в частности полезен тем, что может снимать хорошие фотографии ночного неба. Очень сильно ревнует, когда к Саку пристают школьницы.
Такэясу Рома (яп. 路万 健康)
Сэйю: Дзюндзи Мадзима
Он президент клуба любителей астрономии. У него очень слабое здоровье и всякий раз, когда его тело испытывает лишнюю нагрузку, Рома кашляет кровью. Очень любит астрономию. После окончания учёбы он поступает в колледж с Аюми Оми, девушкой, которая тоже очень любит астрономию и влюблена в него.
Фумиэ Котодзука (яп. 琴塚 文江)
Сэйю: Ами Косимидзу
Она президент студенческого совета и член литературного клуба, часто берёт на себя ответственность за организацию клубных мероприятий. Она заметила страсть Саку к книгам и несколько раз приглашала вступить в литературный клуб. Восхищается его навыком каллиграфии. Чувствует враждебность по отношению к клубу астрономии и Михоси. Очень плохо видит и не может порой различить ближние объекты.

## Манга
Манга, автором и иллюстратором которой является Мами Касивабара, начала выпускаться издательством Коданся в журнале Afternoon с ноября 2005 года. Первый том манги был выпущен 23 июня 2006 года. 23 июля 2010 года были выпущены все 8 томов манги в Японии.

## Аниме
Аниме-сериал, основанный на сюжете манги, был выпущен студией Studio Comet, режиссёр аниме Синидзи Такамацу. Сериал начал транслироваться в Японии 7 июля по 22 сентября 2009 года. Открытие к аниме Super Noisy Nova исполняет: Sphere, а концовку "Hoshikuzu no Surround" (яп. 星屑のサラウンド Хосикудзу но Сараундо) исполняет: CooRie.

### Список серий аниме
| #  | Название                                                                     | Дата выхода       |
| -- | ---------------------------------------------------------------------------- | ----------------- |
| 01 | Welcome to the Astronomy Club! «Tenmonbu e Yōkoso!» (天文部へようこそ!)      | 7 июля, 2009      |
| 02 | First Star «Fāsuto Sutā» (ファーストスター)                                  | 14 июля, 2009     |
| 03 | Planetarium «Puranetariumu» (プラネタリウム)                                 | 21 июля, 2009     |
| 04 | Until Daybreak «Yoake Made» (夜明けまで)                                     | 28 июля, 2009     |
| 05 | The Star of Words «Kotoba no Hoshi» (言葉の星)                               | 4 августа, 2009   |
| 06 | Pleased to Meet You «Yoroshiku» (よろしく)                                   | 11 августа, 2009  |
| 07 | The Moon and Sweet Osmanthus «Tsuki to Kinmokusei» (月とキンモクセイ)        | 18 августа, 2009  |
| 08 | Illuminated Ground «Irumineito Guraundo» (イルミネイトグラウンド)            | 25 августа, 2009  |
| 09 | High School Astronomy Network «Kōkō Tenmon Nettowāku» (高校天文ネットワーク) | 1 сентября, 2009  |
| 10 | Together «Issho ni» (いっしょに)                                             | 8 сентября, 2009  |
| 11 | That's Like White Snow «Sore wa Shiroi Yuki no Yō ni» (それは白い雪のように) | 16 сентября, 2009 |
| 12 | Starry Sky Loop «Hoshizora Rūpu» (星空ループ)                                | 22 сентября, 2009 |